# Città imperiale di Huế
La Città imperiale di Huế (Hoàng thành in vietnamita) è un complesso fortificato impiegato come residenza imperiale. Si trova a Hue, antica capitale dell'Impero del Vietnam. È parte del sito seriale complesso dei monumenti di Huế, patrimonio dell'umanità dell'UNESCO.

## Storia
Le rovine più antiche di Huế appartengono al Regno di Lâm Ấp, risalente al IV secolo d.C. Le rovine della sua capitale, l'antica città di Kandarpapura (lett. 'la città dove Śiva bruciò Kama'), si trovano ora sulla collina di Long Tho, tre chilometri a ovest della città. Kandarpapura potrebbe essere stata fondata solo durante il regno di Kandarpadharma (r. 629-640) e prese il nome dal re, certamente non potrebbe essere il nome della capitale dell'ex regno di Lâm Ấp. Un'altra rovina Champa nelle vicinanze, l'antica città di Hoa Chau, risale al IX secolo.
Nel 1306, il re di Champa, Chế Mân offrì al Vietnam due prefetture Cham, Ô e Lý, in cambio del matrimonio con una principessa vietnamita (dinastia Trần) di nome Huyền Trân. Il re vietnamita Trần Anh Tông accettò questa offerta. Prese e rinominò le prefetture di Ô e Lý rispettivamente in prefettura di Thuan e prefettura di Hóa, le due sono spesso indicate collettivamente come regione di Thuận Hóa.
Nel 1592, la dinastia Mạc fu costretta a fuggire nella provincia di Cao Bằng e gli imperatori Lê furono intronizzati come governanti vietnamiti de jure sotto la guida di Nguyễn Kim, il capo dei lealisti della dinastia Lê. Più tardi, Kim fu avvelenato da un generale della dinastia Mạc che aprì la strada a suo genero, Trịnh Kiểm, per assumere la leadership. Anche il figlio maggiore di Kim, Nguyen Uông, fu assassinato per garantire l'autorità di Trịnh Kiểm. Guyễn Hoàng, un altro figlio di Nguyễn Kim, temeva un destino simile a quello di Nguyễn Uông, così finse di avere una malattia mentale. Chiese a sua sorella Ngoc Bao, che era una moglie di Trịnh Kiểm, di supplicare Trịnh Kiểm di lasciare che Nguyễn Hoàng governasse Thuận Hóa, la regione più a sud del Vietnam a quel tempo.
Poiché i lealisti della dinastia Mạc si stavano ribellando a Thuận Hóa, e Trịnh Kiểm era impegnato a combattere in questo periodo le forze della dinastia Mạc nel Vietnam settentrionale, la richiesta di Ngoc Bao fu approvata, e Nguyễn Hoàng si diresse a sud. Dopo che Hoàng pacificò Thuận Hóa, lui e il suo erede Nguyễn Phúc Nguyên resero segretamente questa regione fedele alla famiglia Nguyễn; poi insorsero contro i signori Trịnh. Il Vietnam scoppiò in una nuova guerra civile tra due famiglie regnanti de facto: il clan dei signori Nguyễn e il clan dei signori Trịnh.
I signori Nguyễn scelsero Thừa Thiên, un territorio settentrionale di Thuận Hóa, come sede della loro famiglia. Nel 1687, durante il regno di Nguyễn, signore Nguyễn Phúc Trăn, fu iniziata la costruzione di una cittadella a Phú Xuân (in seguito ribattezzata Huế), un villaggio nella provincia di Thừa Thiên. La cittadella era un potente simbolo della famiglia Nguyễn piuttosto che un edificio difensivo perché l'esercito dei signori di Trịnh non poteva violare la difesa dei signori Nguyễn nelle regioni settentrionali di Phú Xuân. Nel 1744, Phú Xuân divenne ufficialmente la capitale del Vietnam centrale e meridionale dopo che il signore Nguyễn Phúc Khoát si proclamò Vo Vương (Re Vo o Re Marziale in vietnamita). Tra gli occidentali che vivevano nella capitale in questo periodo c'era il gesuita portoghese João de Loureiro dal 1752 in poi. 

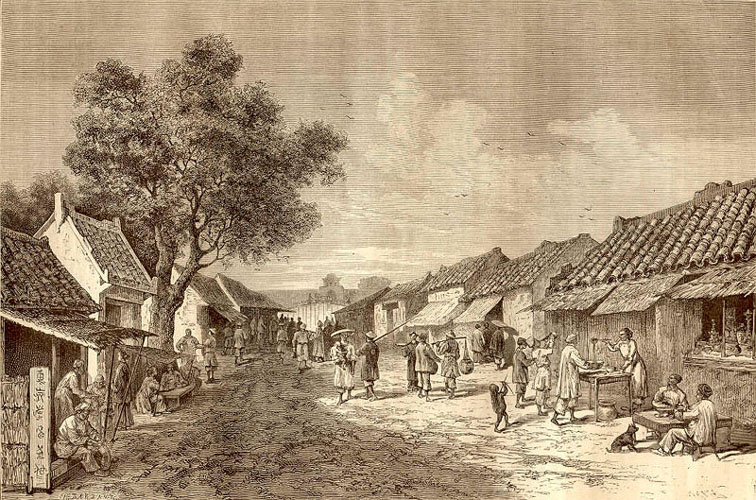
Città di Hue nel 1875

Tuttavia, le ribellioni di Tây Sơn scoppiarono nel 1771 e occuparono rapidamente una vasta area da Quy Nhon alla provincia di Bình Thuận, indebolendo così l'autorità e il potere dei signori Nguyễn.  Mentre si combatteva la guerra tra la ribellione di Tây Sơn e il signore di Nguyễn, i signori di Trịnh inviarono a sud un enorme esercito e catturarono facilmente Phú Xuân nel 1775. Dopo la cattura di Phú Xuân, il generale dei signori di Trịnh, Hoàng Ngũ Phúc, strinse un'alleanza tattica con Tây Sơn e ritirò quasi tutte le truppe nel Tonchino e lasciò alcune truppe a Phú Xuân. Nel 1786, la ribellione di Tây Sơn sconfisse la guarnigione di Trịnh e occupò Phú Xuân. Nel giugno del 1789 Nguyễn Ánh salì al trono del Vietnam unificato e si autoproclamò imperatore Gia Long con Huế, la città natale dei Nguyen, come capitale. Sotto il regno dell'imperatore Quang Trung, Phú Xuân divenne la capitale della dinastia Tây Sơn. Nel 1802, Nguyen Ánh, un successore dei signori Nguyễn, riconquistò Phú Xuân e unificò il paese. Nguyễn Ánh ricostruì interamente la cittadella e ne fece la capitale della città imperiale di tutto il Vietnam.
I geomanti furono consultati nell'indicare il sito propizio per la nuova città e la costruzione iniziò nel 1804. A migliaia di operai fu ordinato di costruire la cittadella murata e il fossato ad anello che la circonda, lungo circa 10 chilometri. Le opere in terra originali furono successivamente rinforzate e rivestite con mattoni e pietra andando a formare bastioni spessi due metri.
La cittadella venne costruita perpendicolare al fiume dei Profumi sul lato sudest, a differenza della città proibita di Pechino che è costruita su un asse nord-sud. Il palazzo imperiale, invece di trovarsi al centro di anelli concentrici, è spostato verso il lato più vicino al fiume e circondato da una seconda cinta muraria. All'interno di queste mura si trovano una serie di cortili, palazzi e padiglioni. Il complesso fu la sede del potere imperiale dalla sua costruzione all'imposizione del protettorato francese negli anni '80 dell'800. 

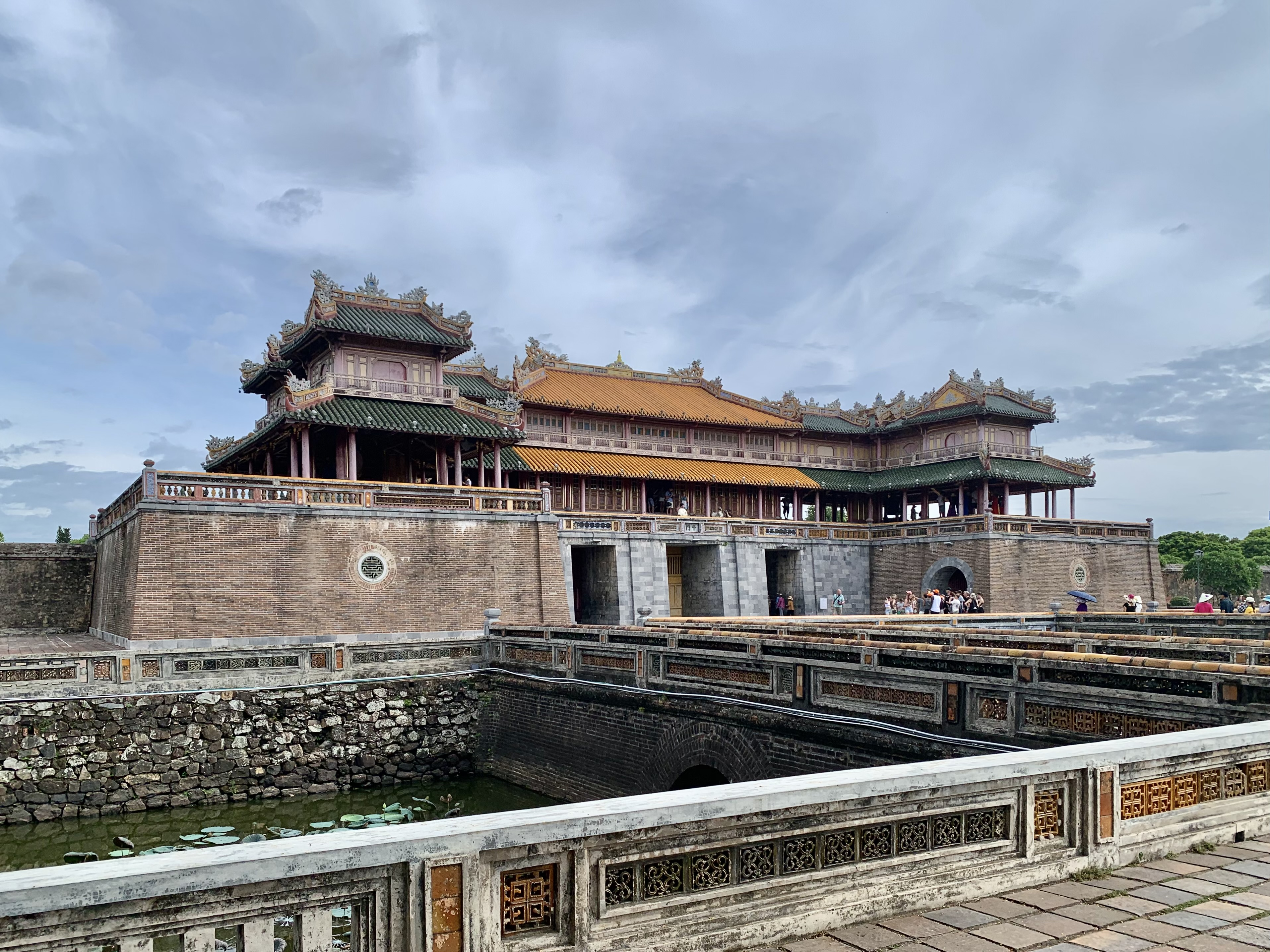
Cancello Meridiano

Il secondo imperatore della dinastia Nguyễn a governare da Huế, regnando dal suo compleanno il 14 febbraio 1820 fino alla sua morte, il 20 gennaio 1841, fu Minh Mạng. Era il figlio minore dell'imperatore Gia Long, il cui figlio maggiore, il principe ereditario Cảnh, era morto nel 1801. Minh Mạng era ben noto per la sua opposizione al coinvolgimento francese in Vietnam e per la sua rigida ortodossia confuciana.

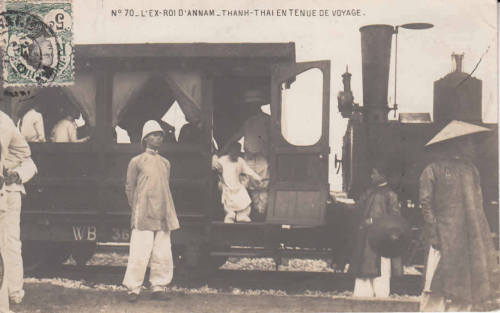
L'imperatoreThành Thái con la sua famiglia alla stazione di Hue, 1905

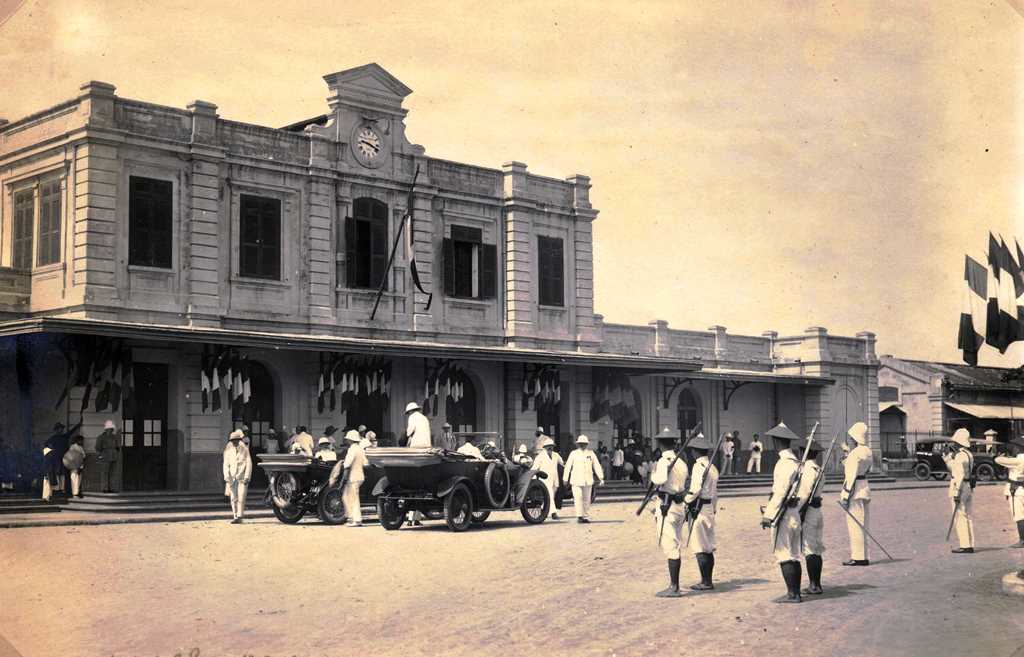
Stazione di Hue, 1923

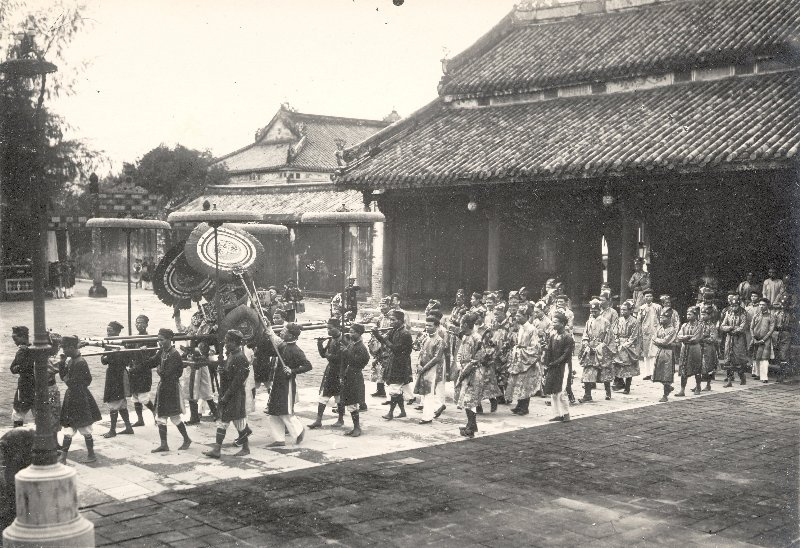
Intronizzazione dell'imperatore Bảo Đại nella città imperiale nel 1926

Successivamente rimase il centro simbolico della monarchia fino alla fine della dinastia Nguyen nel 1945 e la proclamazione della Repubblica democratica del Vietnam. Gravi danni si verificarono nel 1947 quando il Việt Minh conquistò la Cittadella a febbraio. Il contrattacco delle truppe francesi mise sotto assedio la città e nella battaglia di sei settimane che ne seguì molte delle principali strutture andarono distrutte. Il nucleo della città, incluso il Palazzo imperiale, finì divorato dalle fiamme.

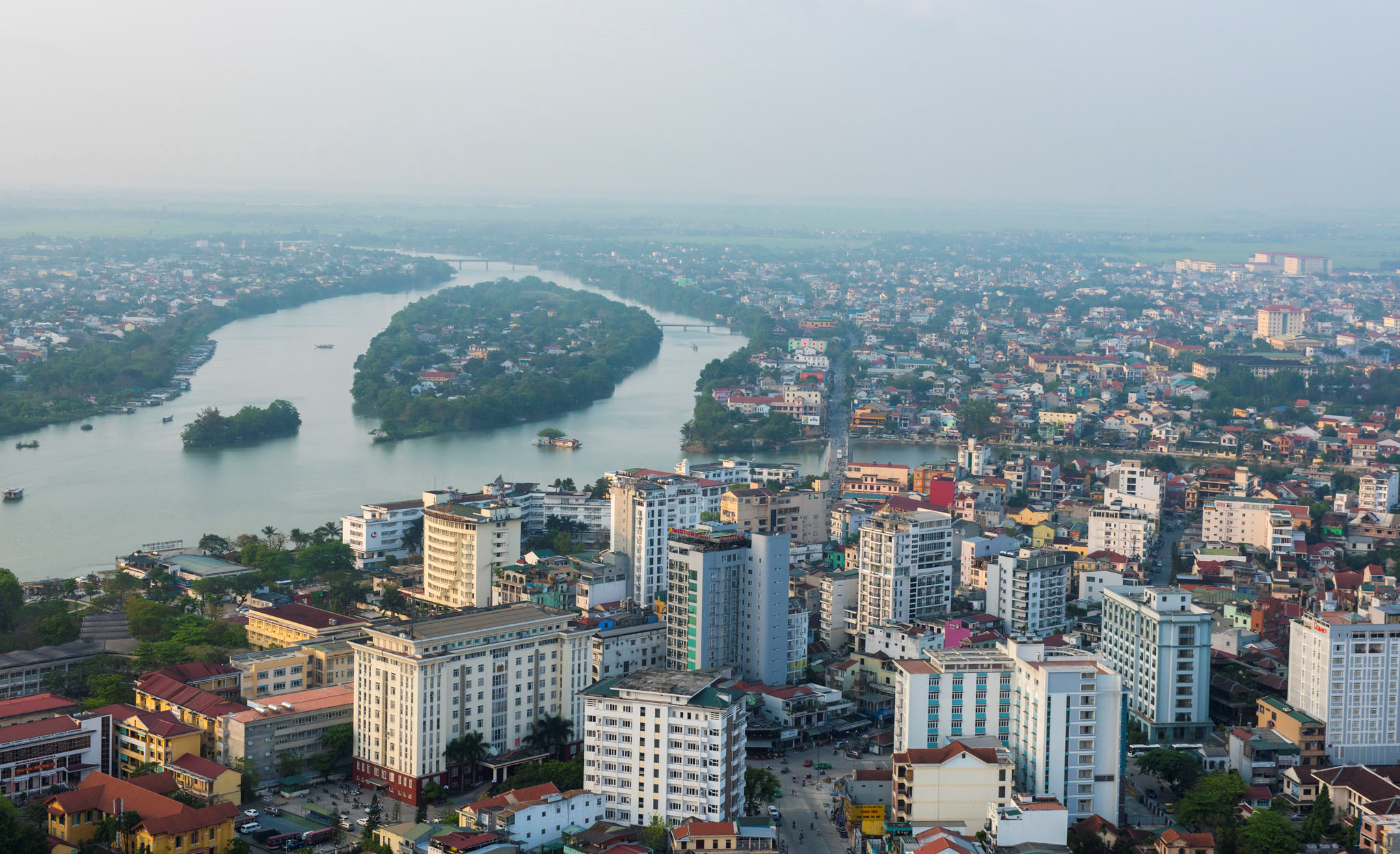
Vista aerea di Hué

La cittadella fu nuovamente teatro di duri scontri durante la guerra del Vietnam
Durante il periodo coloniale francese, Hue era sotto il protettorato dell'Annam. Rimase la sede del Palazzo Imperiale fino al 1945, quando l'imperatore Bảo Đại abdicò e fu istituito il governo della Repubblica Democratica del Vietnam (DRV) con capitale Ha Noi (Hanoi), nel nord.
Mentre Bảo Đại fu proclamato "Capo dello Stato del Vietnam" con l'aiuto dei colonialisti francesi di ritorno nel 1949 (anche se non con il riconoscimento dei comunisti o la piena accettazione del popolo vietnamita), la sua nuova capitale fu Sai Gon (Saigon), nel sud.
Disegno della cittadella di Huế nella dinastia Nguyễn all'inizio del XX secolo.
All'alba del 31 gennaio 1968, nell'ambito dell'offensiva del Tet, forze dell'esercito nordvietnamita e Vietcong occuparono gran parte della città di Huế, inclusa la cittadella. Durante le fasi iniziali del contrattacco statunitense, noto come battaglia di Huế la cittadella non venne bombardata o bersagliata dall'artiglieria ma con l'inasprirsi degli scontri queste restrizioni vennero progressivamente eliminate. Ci furono pesanti bombardamenti dell'intero complesso e combattimenti casa per casa. Causando il massacro di Hue.
Alla fine della battaglia, conclusasi il 3 marzo successivo, dei 160 edifici della cittadella solo 10 erano ancora in piedi, tra cui i templi di Thái Hòa, Cần Thanh, Thế Miếu e Hiển Lâm Các. Nel 1993 la città venne iscritta nella lista dei siti patrimonio dell'umanità dall'UNESCO, dando il via ad una serie di lavori di ristrutturazione.
Dopo la conclusione della guerra nel 1975, molte delle caratteristiche storiche di Huế furono trascurate perché furono viste dal regime comunista vittorioso e da alcuni altri vietnamiti come "reliquie del regime feudale"; la dottrina del Partito Comunista del Vietnam (allora Partito dei Lavoratori del Vietnam) descriveva la dinastia Nguyễn come "feudale" e "reazionaria". Con l'adozione delle riforme liberalizzatrici, tuttavia, queste politiche ostili sono state abbandonate. Molte aree storiche della città sono state restaurate e la città si è rapidamente trasformata in un hub turistico e di trasporto per il Vietnam centrale.
In riconoscimento del rapido sviluppo di Huế, nel 2025 la città è diventata la sesta municipalità governata centralmente del Vietnam. Come parte di questo processo, Huế ha annesso il resto della provincia di Thừa Thiên Huế per snellire l'amministrazione.

## Geografia

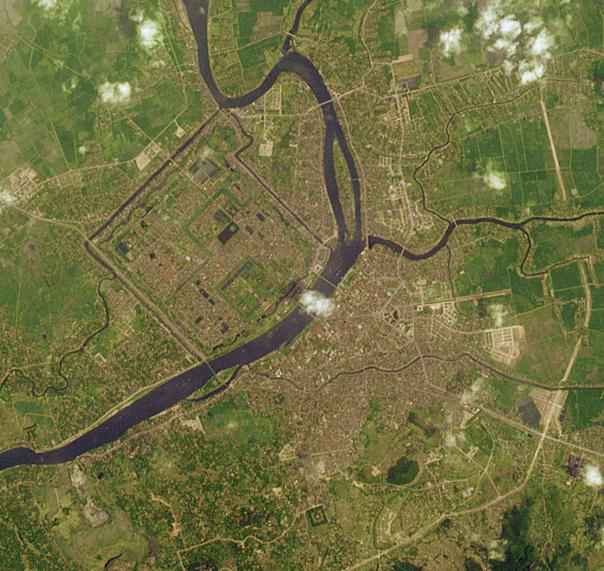
Immagine satellitare della città e del Fiume dei Profumi

La città si trova nel Vietnam centrale, sulle rive del fiume Hương, a pochi chilometri nell'entroterra dal Mar Cinese Meridionale. Si trova a circa 700 km a sud di Hanoi e a circa 1 100 km a nord di Ho Chi Minh City. Huế confina a nord con il distretto di Quảng Điền e il Mar Cinese Meridionale, a sud e a est con la città di Hương Thủy, a est con il distretto di Phú Vang e a ovest con la città di Hương Trà. Situato sulle due rive del fiume Hương, a nord del passo di Hải Vân, a 105 km da Da Nang, a 14 km dal porto marittimo di Thuận An e dall'aeroporto internazionale di Phu Bai e a 50 km dal porto di Chân Mây. A partire dal 2021, dopo l'espansione territoriale, la città ha una superficie totale di 265,99 km² e la popolazione è di 652 572 persone (compresi coloro che non sono residenti registrati).
Situata vicino alla catena montuosa del Trường Sơn, la città di Huế è un'area pianeggiante nel corso inferiore del fiume Perfume e del fiume Bo, con un'altitudine media di 3-4 m sul livello del mare e spesso allagata quando le sorgenti del fiume Hương hanno precipitazioni medie e grandi. Questa zona pianeggiante è relativamente pianeggiante, anche se ci sono colline alternate e basse montagne come il monte Ngự Bình e la collina Vong Canh.